# جوردي كازاس
جوردي كازاس (بالإسبانية: Jordi Casas)‏ هو لاعب هوكي الحقل إسباني، ولد في 20 ديسمبر 1976.

## وصلات خارجية
- جوردي كازاس على موقع أوليمبيديا (الإنجليزية)